# Кидан Тесфахун
Кидан Тесфахун (на английски: Kidan Tesfahun) e етиопски модел.

## Биография
Кидан Тесфахун е родена през 1984 година в град Адис Абеба, Етиопия.
През 2007 година е наградена с титлата Мис Кралица на хилядолетието. Година по-късно печели титлата Мис Земя Етиопия 2008, конкурсът се провежда в град Кесон Сити, Филипините.
На 24 юли 2009 година е обявена за най-добър женски модел на света, в конкурс за мода, организиран от Sukier Models International в град Аликанте, Испания.